# Thierry Séchan
Pour les autres membres de la famille, voir Famille Séchan.
Thierry Séchan, né le 19 septembre 1949 à Paris 14e et mort le 8 janvier 2019 dans la même ville, est un écrivain, journaliste et parolier français.

## Biographie
Thierry Séchan est le frère aîné du chanteur Renaud Séchan et fils de l'écrivain Olivier Séchan et de Solange Mériaux.
Écrivain et pamphlétaire (sa trilogie Nos amis les chanteurs lui a valu nombre de procès à sa sortie), Thierry Séchan est également l'auteur de nombreux textes de chansons pour Julien Clerc, Elsa, Daniel Lavoie, Les Chats Sauvages, Romane Serda (sous le pseudonyme de Pierre Calvin), François Guierre, Dan Bigras et beaucoup d'autres. Très populaire au Québec en qualité de parolier, il a reçu le grand prix de la SOCAN (équivalent canadien de la SACEM française).
Grand admirateur de Léonard Cohen et d'Étienne Roda-Gil, il a été l'interprète de deux albums sortis principalement au Québec.

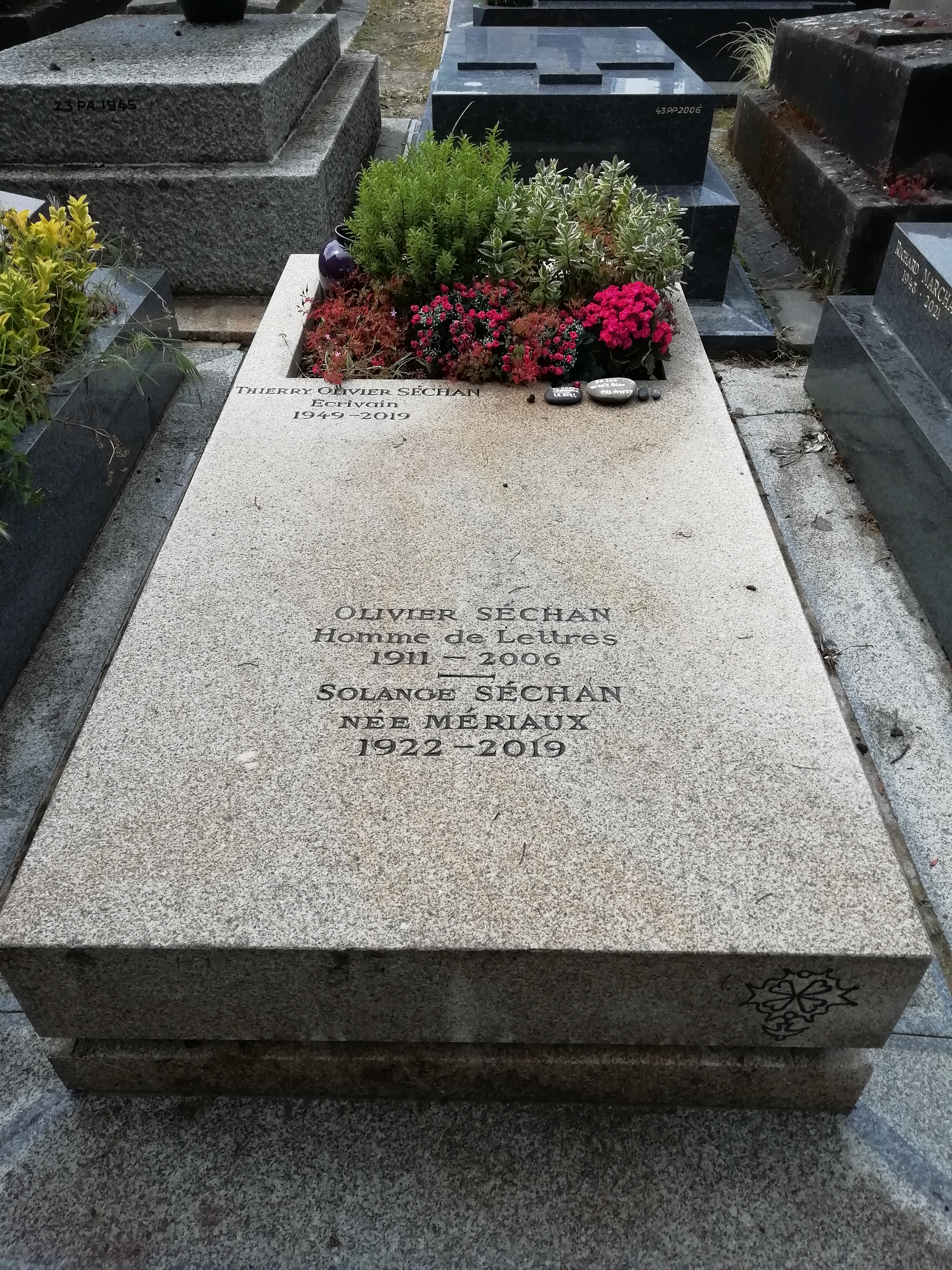
Tombe de Thierry, Olivier et Solange Séchan au cimetière du Montparnasse (division 10).

En 1990, Thierry Séchan fut l'un des 250 signataires de la Charte de Ras l'front, cri d'alarme contre la montée du Front national. Pourtant, par la suite, il a été l'objet de critiques pour ses prises de position assez floues. Il a, par exemple, écrit des chroniques dans Minute et participé à Radio Courtoisie, deux médias d'extrême droite, et déclaré son admiration pour Philippe de Villiers au « Printemps du Livre de Montaigu ». En 1999, il a signé pour s'opposer à la guerre en Serbie la pétition « Les Européens veulent la paix », créée par le collectif Non à la guerre.

### Mort
Il est retrouvé mort à son domicile parisien du quatorzième arrondissement le 9 janvier 2019 par son ex-femme. Il est mort quelques jours plus tôt des suites d'un AVC massif. Ses obsèques ont eu lieu le 16 janvier en présence de nombreuses célébrités, avant son inhumation au cimetière du Montparnasse dans le caveau familial (division 10). Le fichier des décès fixe la date de la mort au 8 janvier 2019. Sa mère Solange meurt neuf jours plus tard. 
Thierry Séchan est père de trois filles, prénommées Olivia, Lou et Lila.

## Publications
Romans et nouvelles
- Sissi la sauvageonne, Hachette jeunesse, 1979, 156 p. (Idéal-bibliothèque).  (ISBN 2-01-005957-3)
- 1997 : Cent nouvelles d'elles (nouvelle)
- 1999 : La Peine de Mort (nouvelle)
- 2000 : Le transfert de RC Lance (nouvelle)
- 2002 : Bouquin d'enfer (actualisé sous le titre Abécédaire d’enfer en collaboration avec Stéphane Loisy en 2020 aux éditions de l'Archipel)
- 2003 :
- Le manuscrit du pantin tchao (nouvelle)
- Venise en décembre (nouvelle)
- La Levantine, Éd. du Rocher, 2003, 182 p.  (ISBN 2-268-04733-4)
- Paris-Montréal express, Éd. du Rocher, 2004, 159 p.  (ISBN 2-268-05215-X)
- Textes bleus et d'hiver, Lanctôt, 2005.  (ISBN 2-89485-159-6)
- Textes verts et textes divers, préface Pascal Sevran, Éd. du Rocher, Collection SL, 2005, 227 p.  (ISBN 2-268-05642-2)
- Vanitas, Éd. du Rocher, 2007, 43 p.  (ISBN 978-2-268-06284-6)
- Une semaine dans la vie de Nicolas Savinski, L'Archipel, 2008, 183 p.  (ISBN 978-2-8098-0083-8)

Documents - biographies
- Renaud : l'album, avec Dominique Sanchez, Messidor, 1987, 124 p.  (ISBN 2-209-05854-6)
- Le Roman de Renaud, Seghers, 1988, 192 p. (Paroles et musique).  (ISBN 2-232-10080-4). Rééd. Points virgule no 75, 1989.
- Georges Brassens, histoire d'une vie, avec Marc Robine, Fixot, 1991, 289 p.  (ISBN 2-87645-110-7). Rééd. J'ai lu no 3424, 1993
- Nos amis les chanteurs (tome 1),	Belles lettres, 1992, 158 p.  (ISBN 2-251-44003-8)
- Michel Sardou, Éd. du Rocher, 1993, 214 p. (Documents).  (ISBN 2-268-01550-5)
- Nos amis les chanteurs, le retour (tome 2), Belles lettres, 1994, 182 p. (ISBN 2-251-44025-9)
- Nos amis les chanteurs, la totale (tome 3)
- Tombeau de Richard Brautigan, L'Incertain, 1995
- À la recherche de Richard Brautigan, préface Philippe Djian, Castor Astral, 2003, 93 p.  (ISBN 2-85920-523-3)
- Le Renaud, avec Zazie Sazonoff, Mango jeunesse, 2006, 40 p.  (ISBN 2-7404-2060-9)
- Le Roman de Renaud, Éd. du Rocher, Collection SL, 2006, 214 p.  (ISBN 2-268-05715-1). Version actualisée par Lou Séchan et Stéphane Loisy publiée en 2019 aux éditions de l'Archipel.
- Renaud raconté par sa tribu, avec Jean-Louis Crimon, L'Archipel, 2006, 214 p.  (ISBN 2-84187-801-5)
- Nos amis les chanteurs, vol 4 : Dernière salve, avec Arnaud Le Guern, Éd. Alphée-Jean-Paul Bertrand, 2009, 199 p.  (ISBN 978-2-7538-0372-5)
- Le Roman de Sagan, Éd. Romart, Collection SL, 2013, 284 p.  (ISBN 979-10-90485-11-2)
- Lettres à mon frère Renaud, L'Archipel, 2013, 240 p.  (ISBN 978-2-8098-0774-5)

Théâtre
- Hôtel Westminster, suivi de Le Voyage à Venise, Éd. du Rocher, 2006, 214 p.  (ISBN 2-268-05351-2)
- Hôtel Westminster, Lanctôt, 2005.  (ISBN 2-89485-154-5)

Préfaces
- Francis Cabrel, de Hugues Royer, Éd. du Rocher, 1994, 214 p.  (ISBN 2-268-01721-4)
- Renaud : putain de vie, de Claude Fléouter, Éd. Fetjaine, 2012, 155 p.  (ISBN 978-2-35425-392-9)
- Leonard Cohen : le gagnant magnifique, d'Alain-Guy Aknin et Stéphane Loisy, Éd. Carpentier, 2012, 205 p.  (ISBN 978-2-84167-800-6)

## Discographie
- Tu seras comme le ciel (1999)
- Embrasse-la (1996)
- Romane Serda (Romane Serda) (2004)
- Vue sur la mer (Daniel Lavoie) (1987)